# 坎赛讷
坎赛讷（法語：Quinssaines，法語發音：[kɛ̃sɛn]）是法国阿列省的一个市镇，属于蒙吕松区。

## 地理
坎赛讷（46°19'38"N, 2°30'37"E）面积25.37 平方千米，位于法国奥弗涅-罗讷-阿尔卑斯大区阿列省，该省份为法国中部省份，北起涅夫勒省、西北接谢尔省，西南至克勒兹省，南至多姆山省，东南临卢瓦尔省，东临索恩-卢瓦尔省。
与坎赛讷接壤的市镇（或旧市镇、城区）包括：多梅拉、于列勒、拉迈、普雷米亚、圣马蒂尼安、泰耶-阿尔让蒂、维耶尔萨。

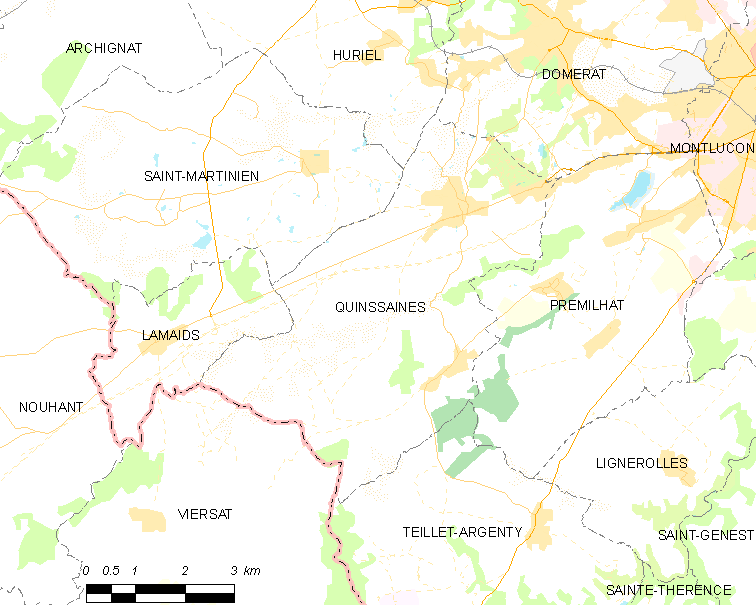
坎赛讷的OSM定位图

坎赛讷的时区为UTC+01:00、UTC+02:00（夏令时）。

## 行政
坎赛讷的邮政编码为03380，INSEE市镇编码为03212。

## 政治
坎赛讷所属的省级选区为蒙吕松第四县。

## 人口

1962-2008年间坎赛讷人口变化图示

坎赛讷于2022年1月1日时的人口数量为1539人。